# ザ・ヴァージ
ザ・ヴァージ（The Verge）は、Vox Mediaが運営するアメリカ合衆国の技術系ニュースサイト及びメディアネットワーク。
ザ・ヴァージは2012年に5つの部門でウェビー賞を受賞した。